# Sociología de la infancia
La sociología de la infancia es un subcampo de la sociología que se sostiene en dos pilares principales: la consideración de la infancia como una construcción social, o como una forma estructural permanente de cualquier sociedad y la de los niños como parte activa en la construcción de sus propias vidas. Se considera que ambos aspectos son de interés sociológico y deben estudiarse por sí mismos.    
La sociología de la infancia ha sido reconocida explícitamente por algunos autores como el elemento estructurante de los actuales estudios sociales de infancia, caracterizados por tres rasgos clave referidos: al propio concepto de infancia como categoría social, al reconocimiento de los niños como sujetos con un papel en la sociedad y al carácter generacional de las relaciones infancia-sociedad, niños-adultos. Junto con la sociología, los de estudios de infancia, estudios sociales de infancia o (en inglés) childhood studies acogen actualmente otras disciplinas que se dedican a estudiar la infancia, como la antropología de la infancia, la psicología crítica, la educación, el trabajo social con infancia, la geografía de la infancia y la historia de la infancia, entre otras. La sociología de la infancia pretende generar un nuevo enfoque o mirada para las niñas y niños alejándonos de la concepción que se tiene de esta etapa como "presocial" y considerándola como una etapa de construcción, participación y producto sociocultural.
Sobre el mismo campo de la sociología de la infancia, se encuentran las perspectivas poscoloniales sobre las infancias buscan reinventar y repensar conceptos de infancias, fomentando la crítica de la supuesta supremacía de modelos, desarrollo y progreso de la sociedad capitalista, eurocéntrica y adultocéntrica.

## Campo de estudios
Chris Jenks, Jens Qvortrup y William Corsaro son algunos de los sociólogos que publicaron estudios y textos de debate teórico en torno a la infancia en la sociología durante los años 1980. Otras investigadoras e investigadores del ámbito anglosajón que se reconocen como pioneros de la sociología de la infancia son: Alan Prout, Allison James, Leena Alanen y Berry Mayall. Para el caso alemán, destacan los trabajos de Manfred Liebel, sociólogo emérito de la Universidad Libre de Berlín, cuyas investigaciones se han centrado en las teorías sobre adultocentrismo, la justicia social, los Movimientos de Niños, Niñas y Adolescentes Trabajadores y la descolonización sobre el pensamiento de las infancias.   
Siendo un nuevo paradigma sobre los estudios de las infancias, que permite reivindicar este grupo social desde la construcción social, incitando a su análisis desde una perspectiva histórica, contextual y social.   

### En Iberoamérica
En el ámbito hispanoamericano, el primer libro publicado sobre sociología de la infancia en España se debe a Enrique Gastón (Cuando mean las gallinas. Una aproximación a la sociología de la infancia en 1978). En la actualidad, en España destacan los trabajos de Iván Rodríguez Pascual (Universidad de Huelva), Lourdes Gaitán Muñoz, Marta Martínez Muñoz y Felipe Morente Mejías (Universidad de Jaén) quienes a partir de fines de la década de 1990 e inicios de 2000 comenzaron a publicar e investigar al respecto. 
Con la creación del Grupo de Sociología de la Infancia y la Adolescencia, el Comité de Sociología de la Infancia de la Federación Española de Sociología, y de la revista científica complutense Sociedad e Infancias, la sociología de la infancia está alcanzando una importante consolidación en el ámbito español e iberoamericano.
En Portugal, son conocidos los trabajos de Manuel Jacinto Sarmento y Natalia Fernandes del Centro de Investigação em Estudos da Criança de la Universidade do Minho.
En América Latina, esta disciplina ha emergido al alero de la tradición de los estudios sociales y los movimientos sociales que se dedican a temas de infancia y juventud, de allí que exista un diálogo más interdisciplinar y flexible que en el contexto anglosajón. Algunas de las investigadoras e investigadores que se reconocen en esta área de estudios de la Sociología de la Infancia latinoamericana son: René Unda de la Universidad Politécnica Salesiana de Quito, Ecuador, Lucero Zamudio de Colombia, Valeria Llobet de Argentina, María Letícia Barros Pedroso Nascimento del Grupo de Estudos e Pesquisa sobre Sociologia da Infância e Educação Infantil (GEPSI), de la Universidade de São Paulo de Brasil, Ana Vergara, Iskra Pavez-Soto de Chile y Eliud Torres Velázquez de la Universidad Autónoma Metropolitana-Xochimilco de México.

## Premisas teóricas
La Sociología de la infancia parte de las siguientes premisas teóricas fundamentales:
1. Estructural: La infancia no solo es una etapa vital en la vida de todas las personas (visión de la psicología evolutiva), sino una forma particular y distinta de la estructura social de cualquier sociedad, una categoría social permanente que presenta una variabilidad histórica y cultural (y en ese sentido se habla, a veces de la existencia de distintas “infancias").[27][28]
2. Constructivista: La infancia es un fenómeno construido socialmente, que se ve afectado por los cambios culturales, políticos, económicos e históricos; la expresión del fenómeno de la infancia va cambiando según cada contexto. Por esta razón, se habla de las infancias, en plural.[29][30]
3. Relacional: Las niñas y los niños son actores sociales o sujetos sociales con capacidad de agencia, quienes participan en relaciones de poder entre ellas y ellos y con las personas jóvenes, adultas y adultas mayores. Al tiempo que también participan de las relaciones de poder de género o de los roles de género, de clase social, de origen étnico-"racial"-nacional, de territorio, etc.[31]